# Pleuville
Pleuville ist eine französische Gemeinde mit 314 Einwohnern (Stand: 1. Januar 2022) im Département Charente in der Region Nouvelle-Aquitaine (vor 2016 Poitou-Charentes); sie gehört zum Arrondissement Confolens und zum Kanton Charente-Vienne. Die Einwohner werden Pleuvillois genannt.

## Geographie
Pleuville liegt etwa 55 Kilometer nordnordöstlich von Angoulême und wird umgeben von den Nachbargemeinden Mauprévoir im Norden, Pressac im Osten, Épenède im Südosten, Alloue im Süden, Benest im Süden und Südwesten, Chatain im Südwesten und Westen, Asnois im Westen sowie Charroux im Nordwesten. Das Gemeindegebiet wird vom Fluss Transon durchquert.

## Bevölkerungsentwicklung
| Jahr                       | 1962 | 1968 | 1975 | 1982 | 1990 | 1999 | 2006 | 2019 |
| Einwohner                  | 672  | 606  | 534  | 511  | 454  | 364  | 338  | 323  |
| Quellen: Cassini und INSEE |      |      |      |      |      |      |      |      |

## Sehenswürdigkeiten
- Kirche Saint-Pierre
- Schloss Pleuville aus dem 17. Jahrhundert, Monument historique
- Schloss Gorce, seit 2002 Monument historique
- Schloss La Grollière

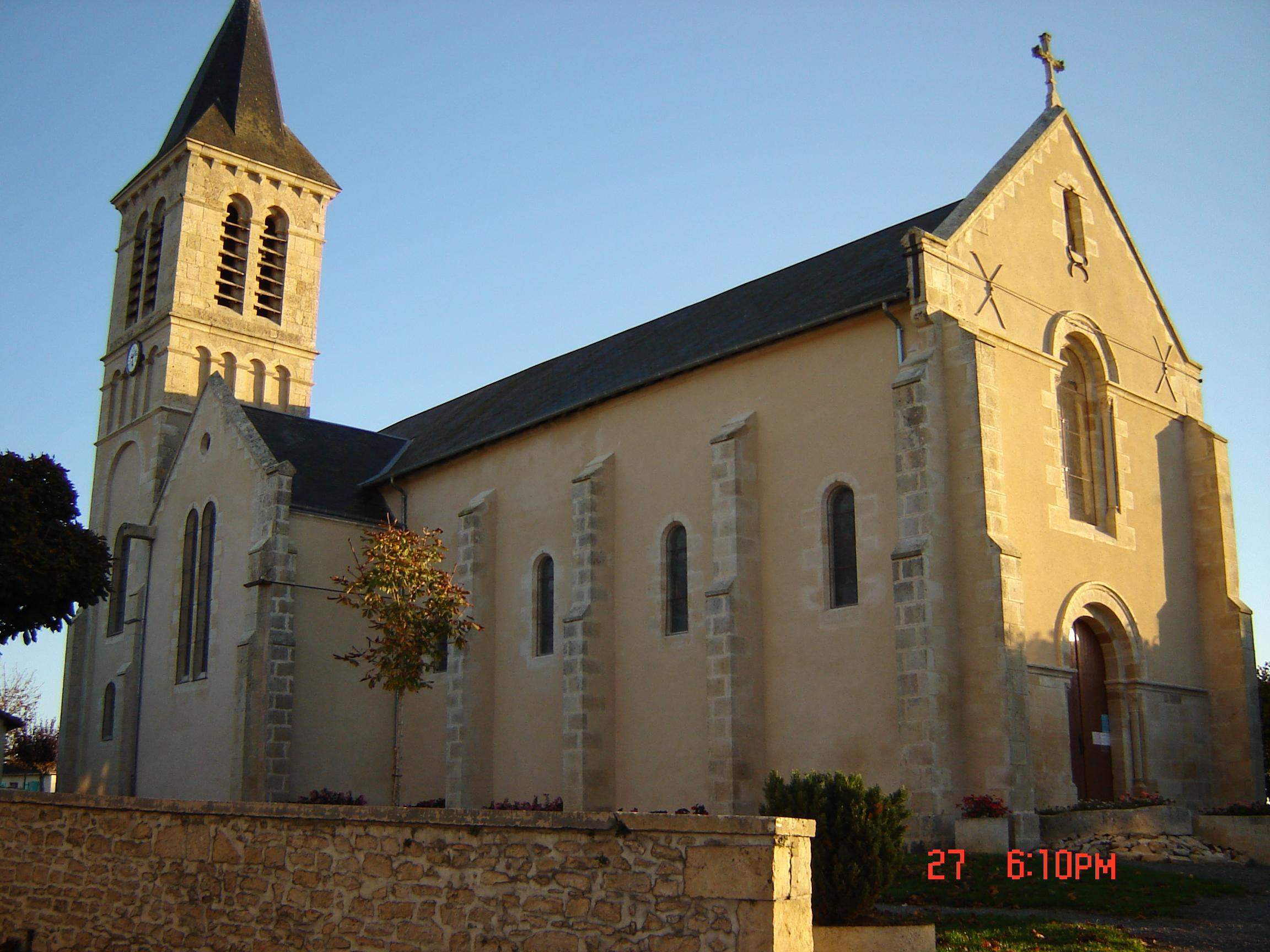
Kirche Saint-Pierre
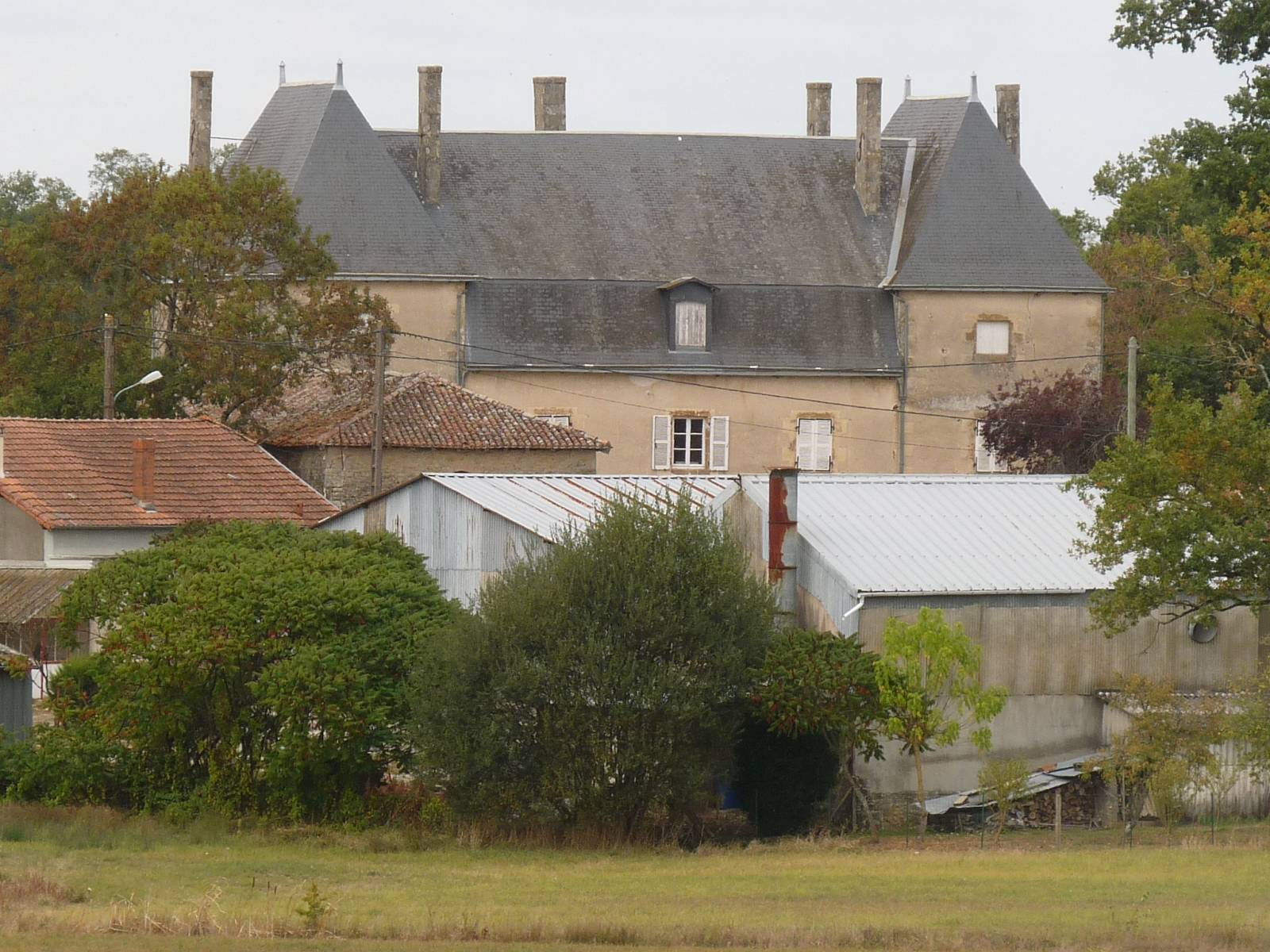
Schloss Pleuville
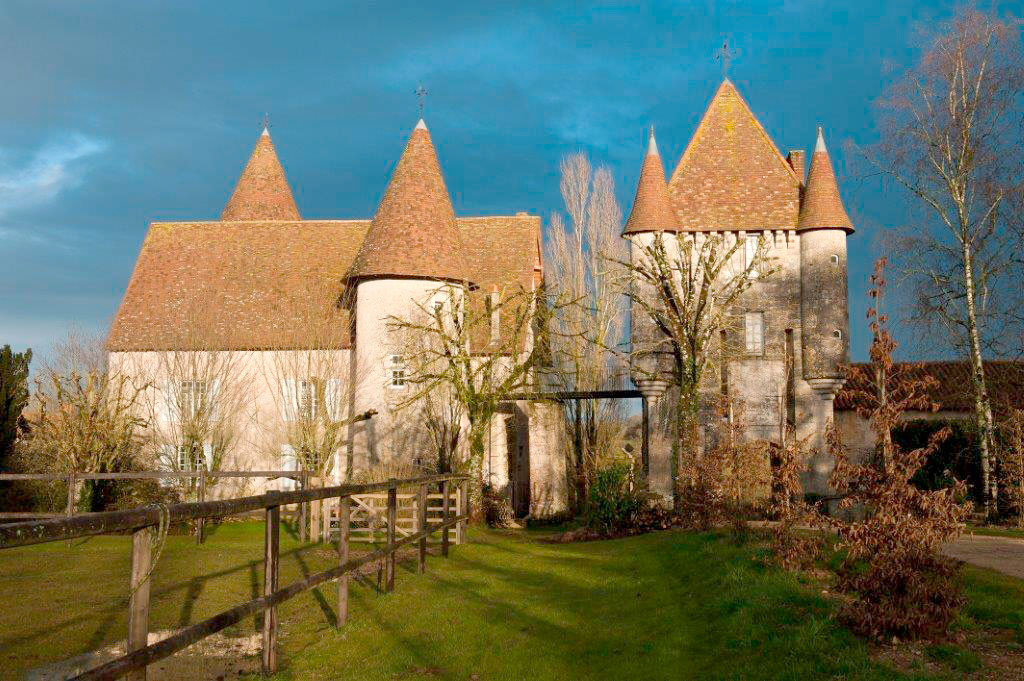
Schloss Gorce